# Politopo

Politopo a 2 dimensioni

In geometria, un politopo è la generalizzazione del poligono bidimensionale a uno spazio euclideo reale di dimensione generica. I politopi sono detti {\displaystyle d}-politopi dove {\displaystyle d} è la dimensione, per cui i poligoni sono detti 2-politopi e i poliedri 3-politopi. Il termine politopo è stato coniato da Alicia Boole, la figlia di George Boole.
Particolarmente importanti sono i politopi convessi: molti li considerano tra i più importanti oggetti geometrici e ritengono che gran parte della geometria euclidea si riduca essenzialmente alla teoria dei politopi convessi. I classici solidi platonici forniscono un primo esempio elegante e significativo di politopi: essi sono infatti i 3-politopi regolari, politopi dotati di facce costituite da 2-politopi regolari. Attualmente i politopi trovano importanti applicazioni nella ottimizzazione, nella programmazione lineare, nella computer grafica e in molti altri campi. La loro importanza ha portato a studiarli anche con strumenti software specifici e a definire precise regole per la codifica dei singoli oggetti politopo.

## Definizioni di politopi convessi
Si possono dare due definizioni di politopi convessi che, abbastanza facilmente, si dimostrano equivalenti.
Si dice V-politopo la chiusura convessa di un insieme finito di punti di uno spazio {\displaystyle \mathbb {R} ^{d}}.
Si dice H-politopo una intersezione di un certo numero di semispazi di uno spazio {\displaystyle \mathbb {R} ^{d}} che sia limitato, cioè che non contenga nessuna semiretta.
Per dimensione di un politopo convesso si intende la dimensione del minimo sottospazio che lo contiene. Ad esempio un poligono collocato nello spazio reale a tre dimensioni va considerato come un 2-politopo. 
Due politopi convessi {\displaystyle P} e {\displaystyle Q} si dicono affinemente isomorfi se esiste una trasformazione affine tra i due spazi che li contengono che è una biiezione fra i due insiemi di punti {\displaystyle P} e {\displaystyle Q.}